# 中央公園 (豊岡市)

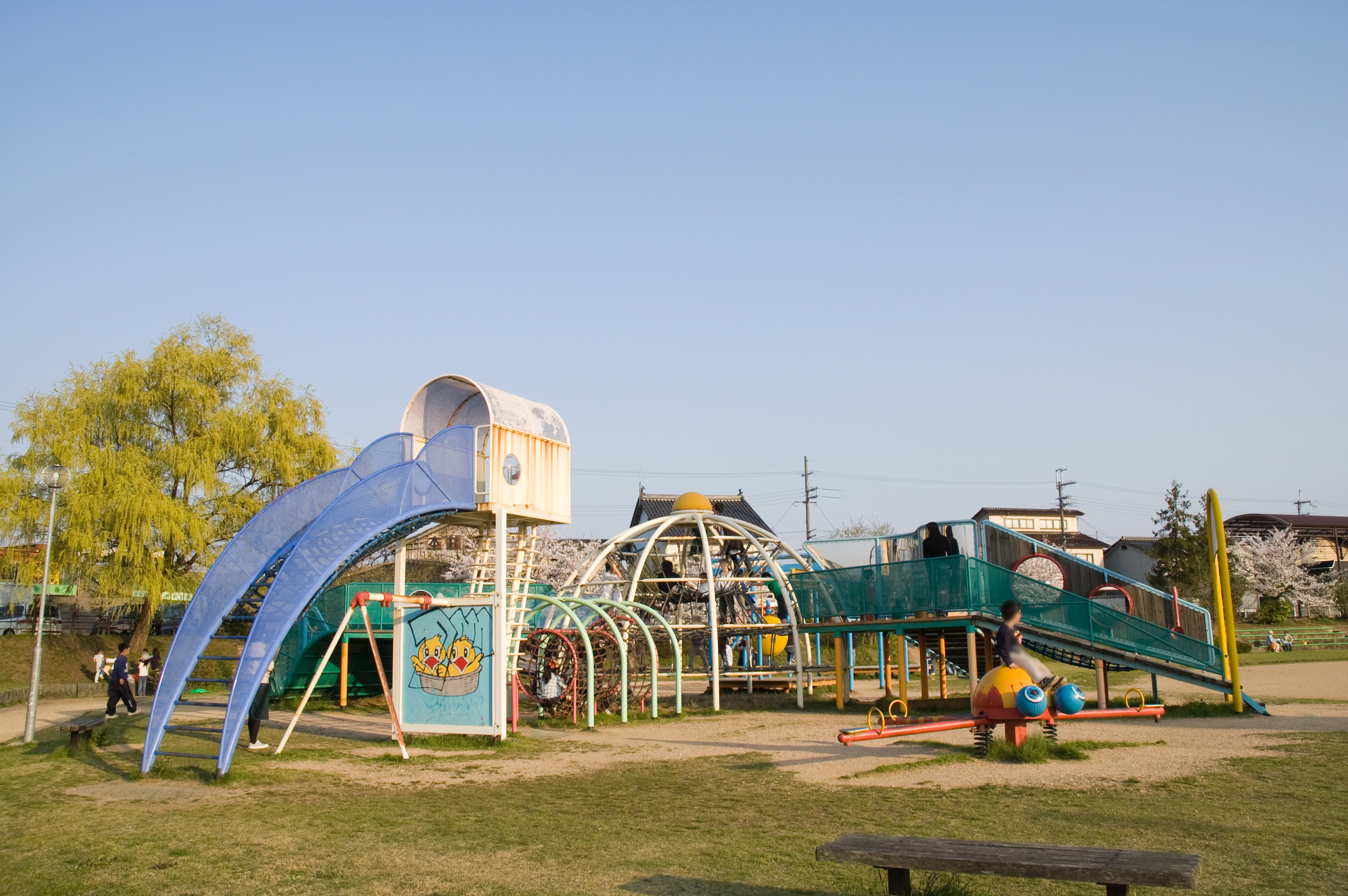
コウノトリの形をした遊具

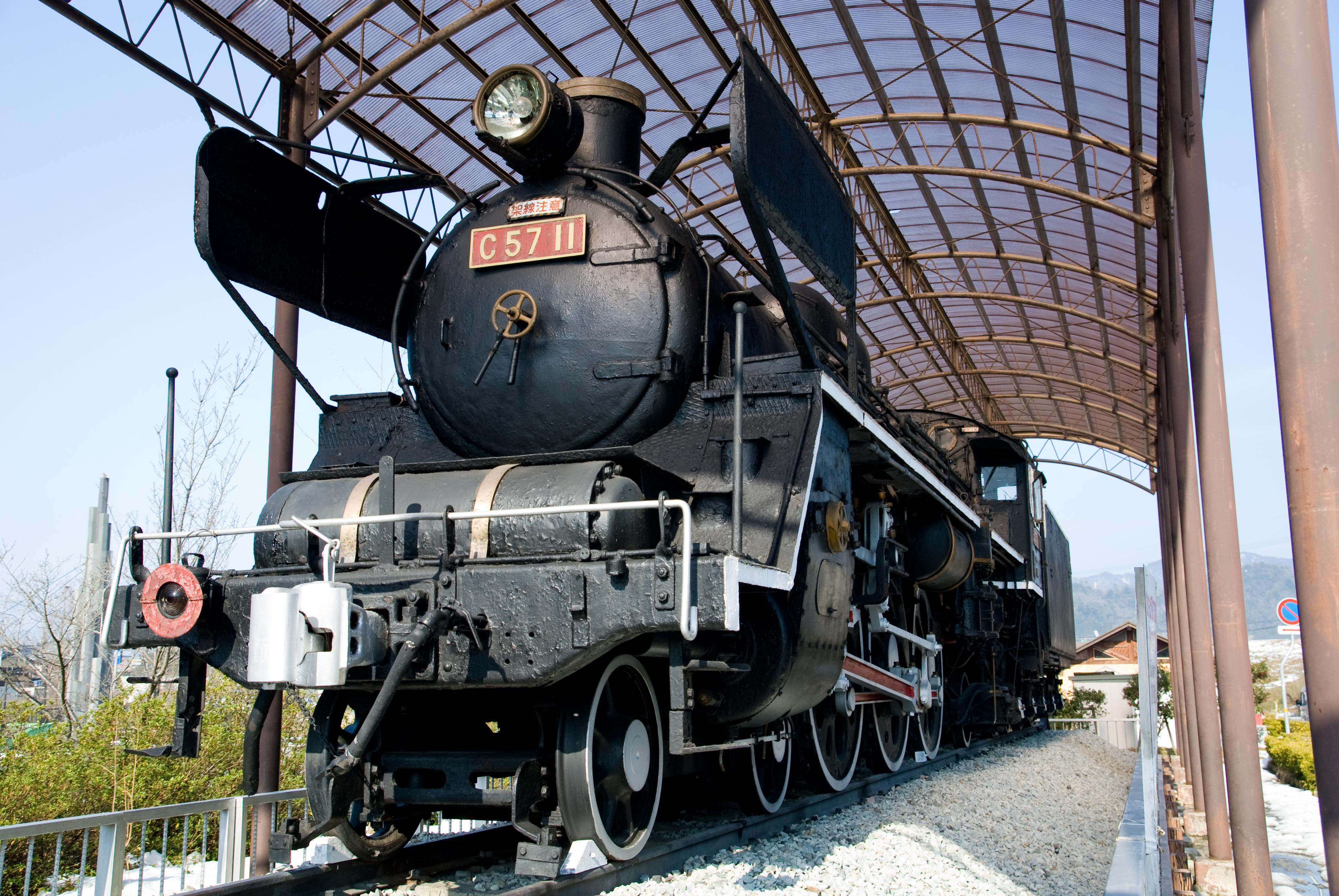
蒸気機関車「C57形11号機」

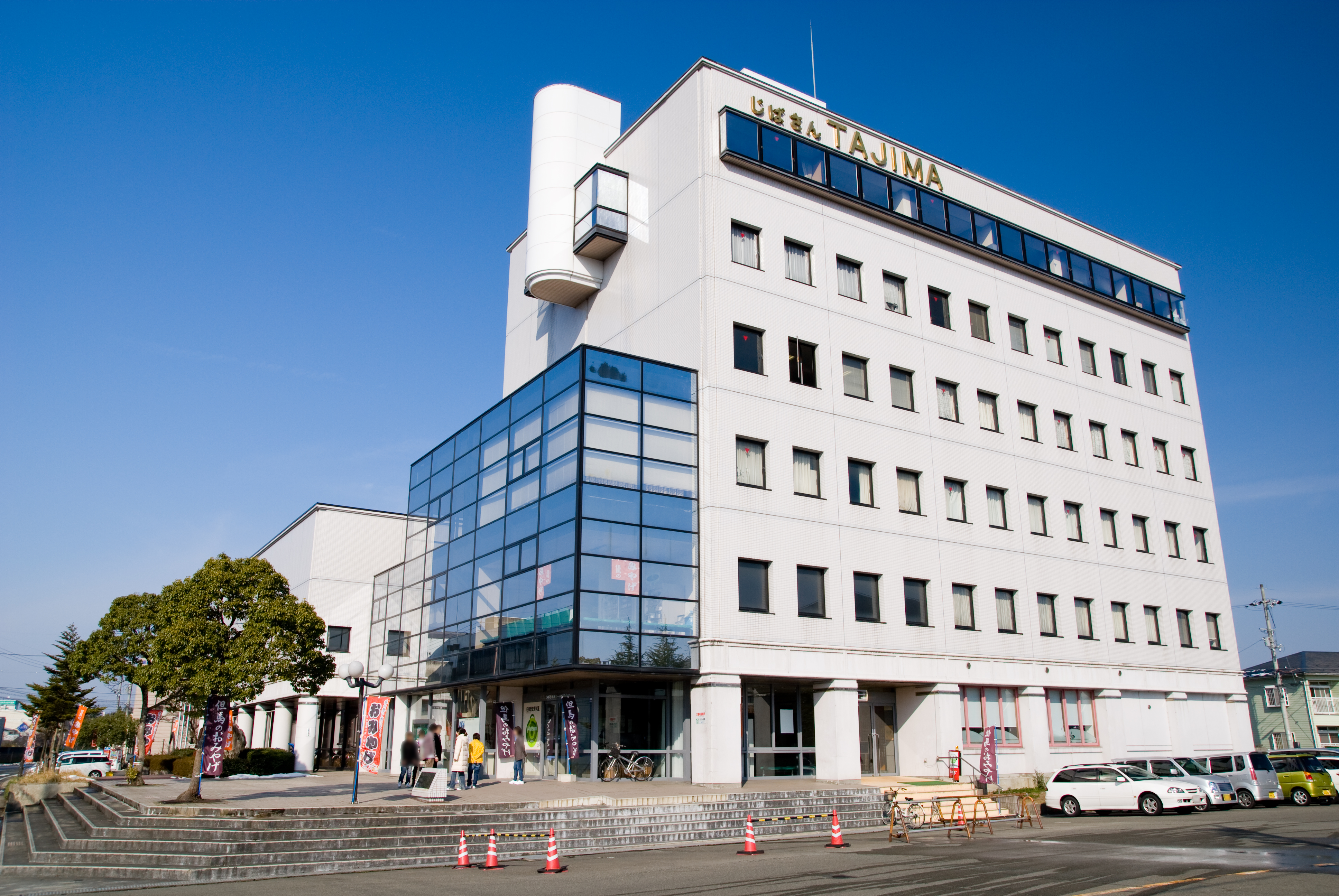
じばさんTAJIMA

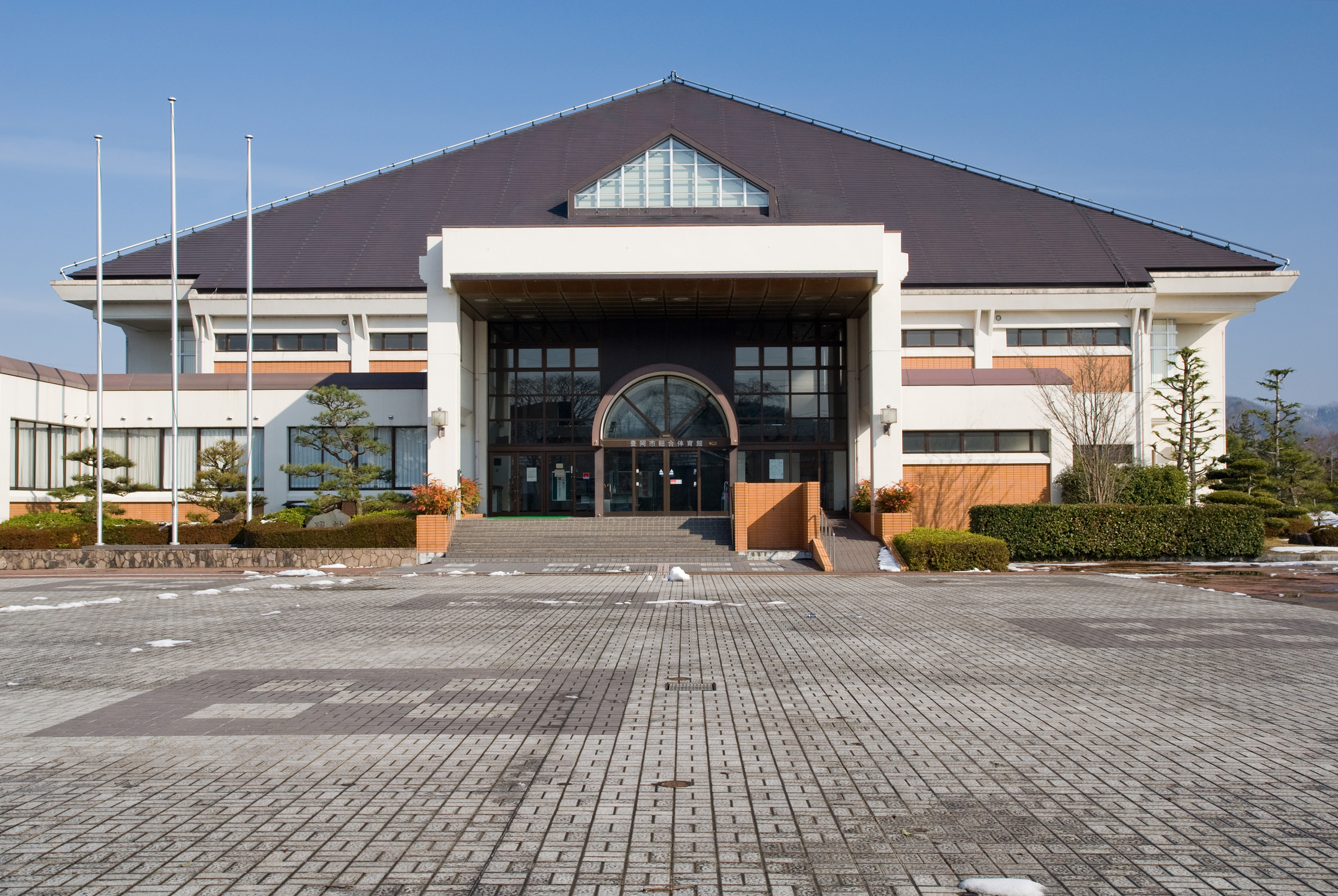
豊岡市総合体育館

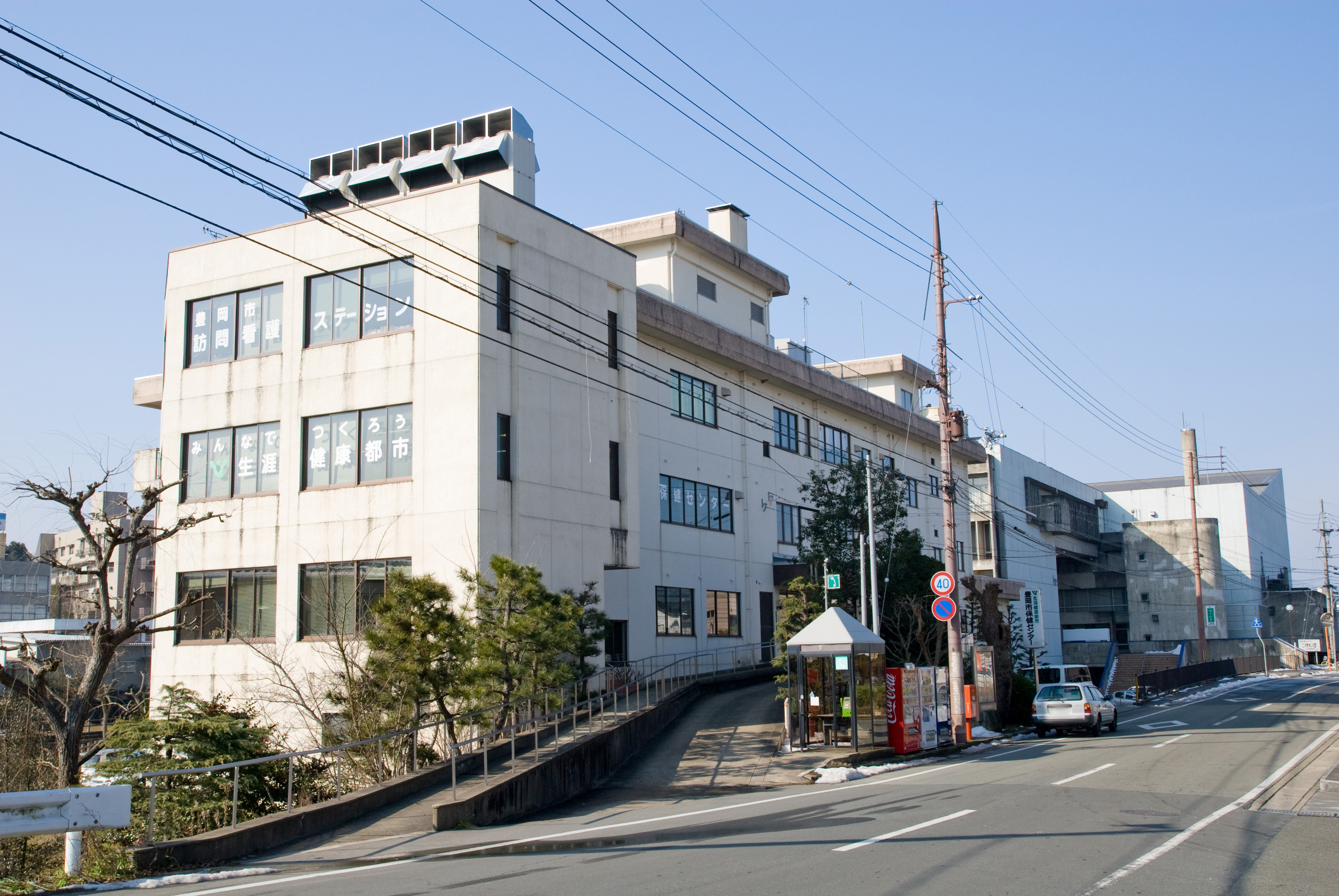
豊岡福祉センター

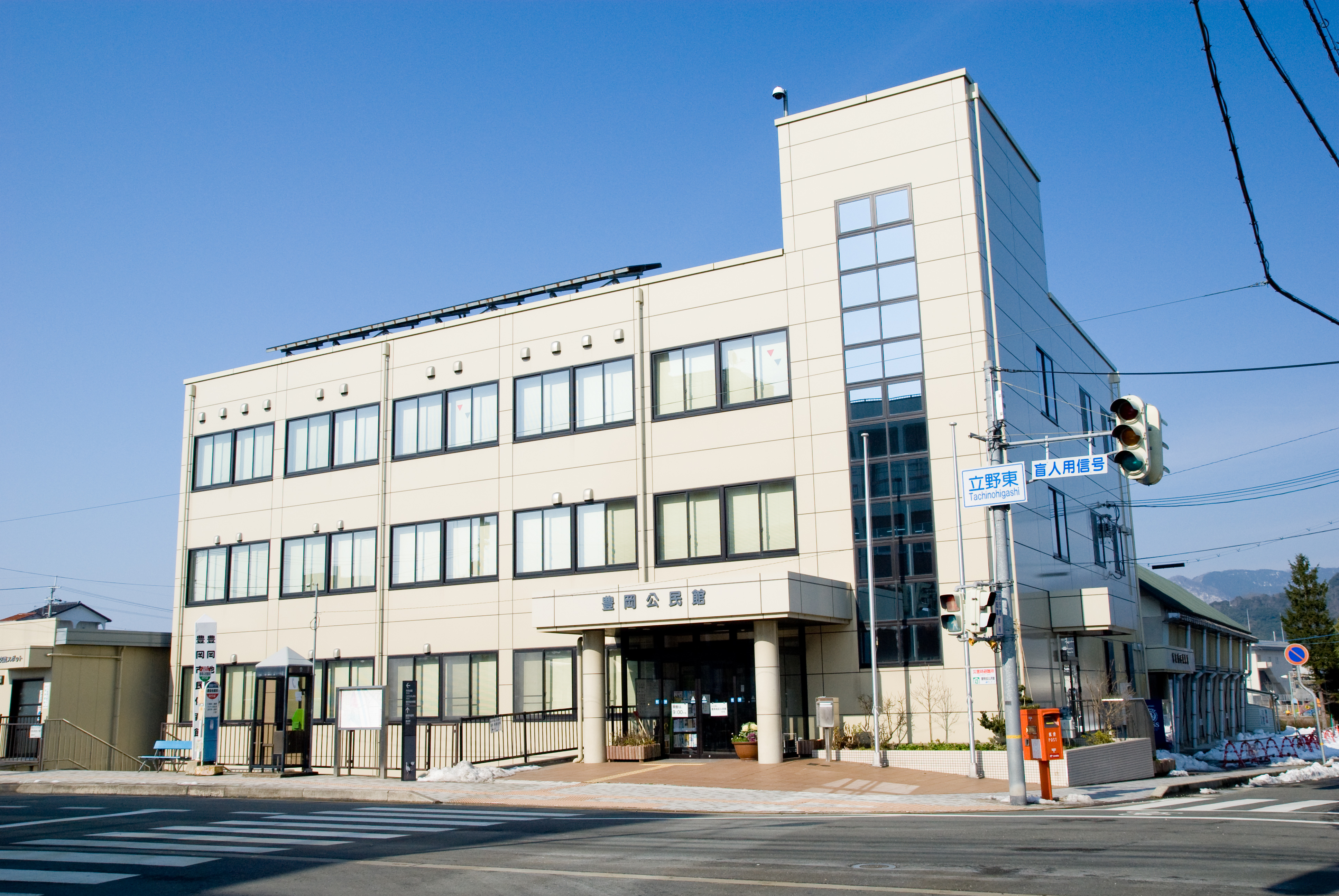
豊岡公民館

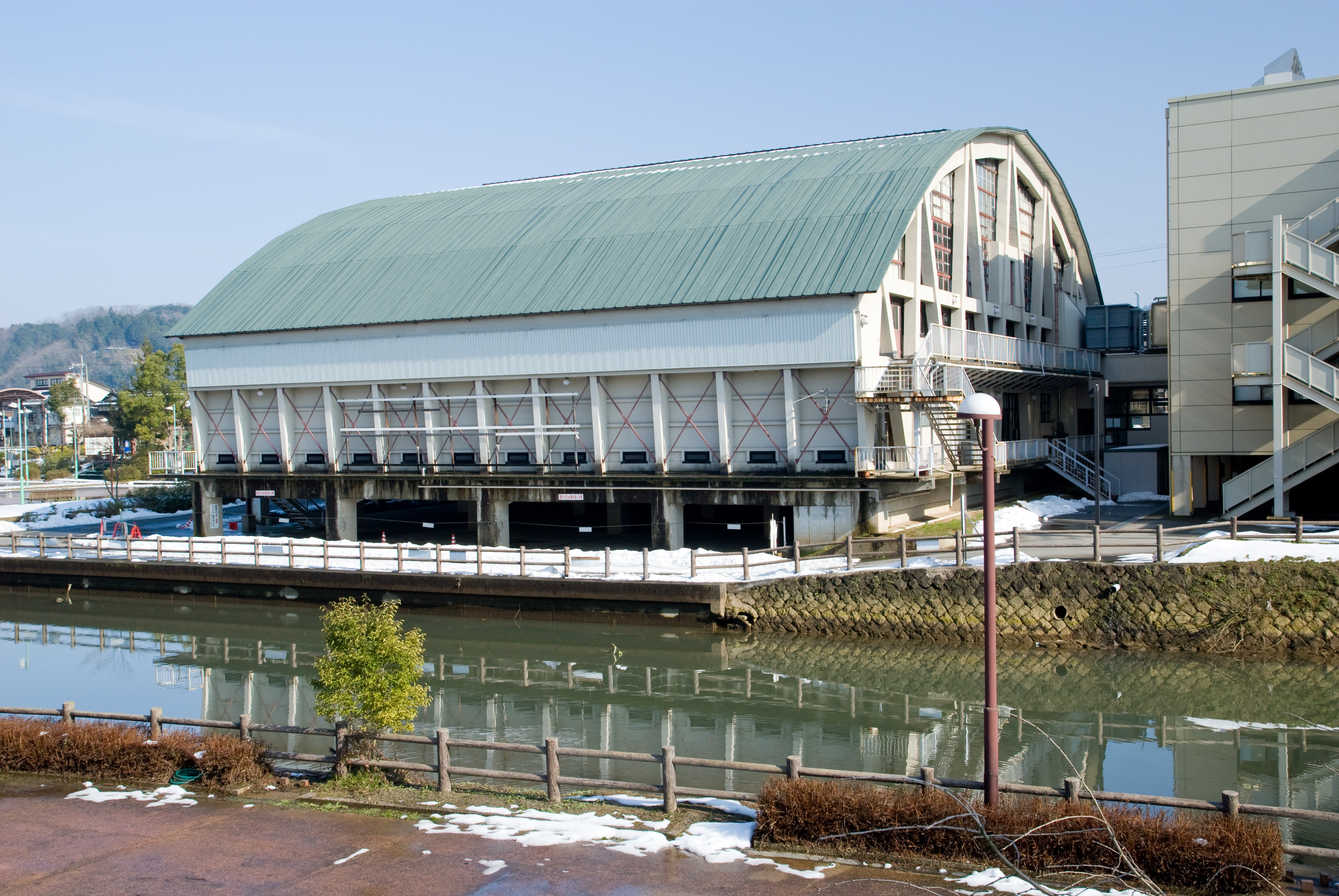
豊岡市民体育館

中央公園（ちゅうおうこうえん）は、兵庫県豊岡市立野町にある公立の都市公園（総合公園）である。

## 概要
JR西日本 豊岡駅の東900mの国道312号沿いに南北およそ2kmの大磯川と戸牧川の両岸に整備された公園である。大正から昭和初期にかけて行われた「円山川改修工事」の際に残された旧円山川・廃川敷を「中央公園整備事業」に基づいて兵庫県と豊岡市が1985年（昭和60年）より整備を行い、2000年（平成12年）に塩津地区、2003年（平成15年）頃には京口東側が完成した。
「水と緑をふんだんに取り入れた憩いと安らぎの場」をテーマとしており、塩津地区においては、両岸を結ぶ遊歩道に加え、水鳥などの水生生物が観察できるよう整備され、沿道には桜が植えられており市街地における桜の名所となっている。
園内には豊岡市民会館や公民館などの文化施設を初め、豊岡市立総合体育館や市民体育館、広場などの各種スポーツ施設、そのほかじばさんTAJIMAや豊岡健康福祉センターなど様々な施設が立地している。また、立野地区には蒸気機関車「C57形 11号」が静態保存されているほか、公園南側は「桜の名所」としても知られており、花見が行なわれる時期にはボンボリが灯され、多くの花見客が訪れる。
- 所在地
  - 行政上 - 兵庫県豊岡市立野町693番地の2他
  - 立野町、中央町、京町、大磯町、城南町、塩津町、弥栄町、今森町
- 公園面積 - 14.6ha（146000㎡）
- 公園種別 - 都市公園

## 園内の施設
- 豊岡市民体育館
  - 観覧席300、卓球12面、バレーボール2面、バドミントン4面、駐車場(72台)
- 豊岡市立総合体育館
  - 観覧席736、卓球24面、バレーボール4面、バドミントン12面、会議室（40名）
- ゲートボール場
- スケートボード・インラインスケート場
- 豊岡健康福祉センター
  - 豊岡市保健センター
  - 豊岡市立休日急病診療所
  - 豊岡市訪問介護ステーション
- 豊岡市民会館
  - 文化ホール（1118席）、リハーサル室（80名）大会議室（100名）、中会議室（30名）他
- 農協会館（JAたじま本店営業部）
- じばさんTAJIMA（但馬地域地場産業振興センター）

### 公園施設
- SL公園 - 蒸気機関車「C57形 11号」の展示
- こうのとりランド - ほか遊具多数
- トイレ四箇所

### 駐車場
- 豊岡市立中央駐車場 - 収容台数185台（有料）
- その他の各施設に付随する駐車場（無料）

## 歴史
- 1920年（大正9年） - 円山川改修工事に着手する
- 1937年（昭和12年） - 円山川改修工事が完了する
- 1942年（昭和17年） - 国から譲渡される
- 1959年（昭和34年） - 豊岡市民体育館の工事に着手する
- 1960年（昭和35年）5月31日 - 豊岡市民体育館が完成する
- 1968年（昭和43年） - 公共施設を含む利用計画及び河道・環境美化の着手
- 1969年（昭和44年）11 - 農協会館が完成する
- 1970年（昭和45年）8月 - 中央駐車場が完成する
- 1971年（昭和46年）10月1日 - 豊岡市民会館が完成する
- 1971年（昭和46年）7月 - 都市公園としての整備を計る
- 1971年（昭和46年）8月 - 建設省・旧円山川浄化事業による浄化導入
- 1973年（昭和48年）2月8日 - C57形蒸気機関車の定置式を行う
- 1981年（昭和56年）3月 - 都市計画決定を受ける
- 1982年（昭和57年）4月 - 豊岡健康福祉会館が完成する
- 1984年（昭和59年）11月 - 「豊岡鞄フレッシュフェスタ」が開催される
- 1986年（昭和61年）4月 - 豊岡市民会館前の廃川部（現：大磯川）が完成
- 1986年（昭和61年）9月13日 - 総合体育館の起工式
- 1988年（昭和63年）2月13日 - じばさんTAJIMAの起工式
- 1988年（昭和63年）5月26日 - 総合体育館が完成する
- 1989年（平成元年）[元号要検証] - じばさんTAJIMAが完成する
- 2000年（平成12年） - 塩津地区（南部）が完成する

## 交通アクセス

### 鉄道
- 豊岡駅（JR西日本 山陰本線及び京都丹後鉄道）より豊岡駅通商店街を東へ850m、徒歩15分

### バス
- 全但バス - 農協会館、宵田町、豊田町、京口の各バス停を下車

### コバス
- じばさんTAJIMA、豊岡健康福祉センター、豊岡市立総合体育館
  - コバス（コミュニティバス）南ルート「じばさんTAJIMA」下車
- 豊岡市民会館
  - コバス（コミュニティバス）南ルート「じばさんTAJIMA」またはAルート「豊田町」下車
- 農協会館（JAたじま）、豊岡公民館、豊岡市民体育館
  - コバス（コミュニティバス）北ルート「農協会館前（豊岡公民館）」下車

## 周辺情報
- 豊岡駅（JR西日本 山陰本線及び京都丹後鉄道）
- 豊岡駅通商店街 - 豊岡復興建築群が数多く点在するエリア
  - 豊岡市役所
- 豊田商店街 - 大石りく生誕之地、
- ウェルストーク豊岡（豊岡市立総合健康ゾーン・健康増進施設）
- カバンストリート
  - 但馬信用金庫
- 神武山公園（豊岡城）付近
  - 豊岡陣屋
  - 豊岡市立図書館
  - 豊岡市立豊岡小学校
  - 兵庫県立豊岡高等学校